# 下久堅
下久堅（しもひさかた）は、長野県飯田市の天竜川左岸（竜東）河岸段丘の上に位置する地域自治区名である。下久堅下虎岩、下久堅知久平、下久堅南原、下久堅小林、下久堅稲葉、下久堅柿野沢、虎岩からなる。住民基本台帳に基づく2018年（平成30年）9月30日現在の人口は、男1,347人、女1,392人、計2,739人。世帯数は973世帯。日本版ツール・ド・フランスの国際自転車レース「ツアー・オブ・ジャパン（TOJ）」南信州ステージの開催地である。
地区名の由来は1875年（明治8年）の村の再編時に「久しく堅く結びつくように」との願いによるもの。地形の特徴である河岸段丘による風越山や飯田市街地を一望できる自然豊かな景観と、文永寺や滝沢洋館、ひさかた和紙などの歴史、文化遺産をもつ地区である。
2017年（平成29年）12月から南信州広域連合が運営している稲葉クリーンセンターが本格稼働し、また三遠南信自動車道の飯田上久堅・喬木富田ICの開通、国道256号下久堅バイパス（水神橋～牧野内）の事業化等により、今後地域の状況変化が予想されている。

## 地理
飯田市のほぼ中央に位置し、北は境川で下伊那郡喬木村、東は飯田市上久堅、西は天竜川を隔てて飯田市松尾、飯田市竜丘、南は鼬ケ沢で飯田市龍江と接する。天竜川沿岸の平地385メートルから上久堅境の上位段丘約700メートルの標高差をもち、地質は花崗岩質である。西側の傾斜地や天竜川に流れる支流の沢が多く、平地は少ない。地区のほぼ中央にある下久堅小学校の元標では東経137度50分、北緯35度28分、海抜454ｍである。

## 歴史
1万数千年前（縄文時代前期）のものと推測される石器が下虎岩大原から発見されたことや、縄文時代後期の遺跡が天竜川川岸の川原遺跡から発掘されたことから、少なくとも紀元前4世紀から西暦300年頃の古墳時代の後期にはこの地に集落があり、生活の営みがあった。鎌倉時代前期の承久の乱後、諏訪神氏の一族「知久氏」が上伊那からこの地に移り住み河岸段丘上に知久平城を築き、竜東一帯を知久郷とし、この地を治めた。
しかし戦国時代末期、甲斐国の武田氏の侵攻による戦いに敗れ、知久氏は滅亡。その後、武田、織田、徳川氏の支配の後、1681年（天和元年）高須藩領となり、明治時代まで続いた。明治維新後、数度の分村、合併を経て、1889年（明治22年）3月、現在の区域となる「下久堅村」となり、1956年（昭和31年）9月に飯田市と合併して今日に至る。

## 産業
かつては紙漉き（ひさかた和紙）と養蚕が地区の一大産業だった。紙漉きは江戸時代末期から昭和初期にかけて、養蚕は明治中期以降から昭和30年頃にかけて下久堅全域で行われていたが時代とともに衰退し、現在は果樹、酪農を中心とした農業が主な産業である。紙漉きは「ひさかた和紙保存会」・公民館が中心となって、現在も和紙の原料である楮の栽培から、その文化が継承されている。

## 交通

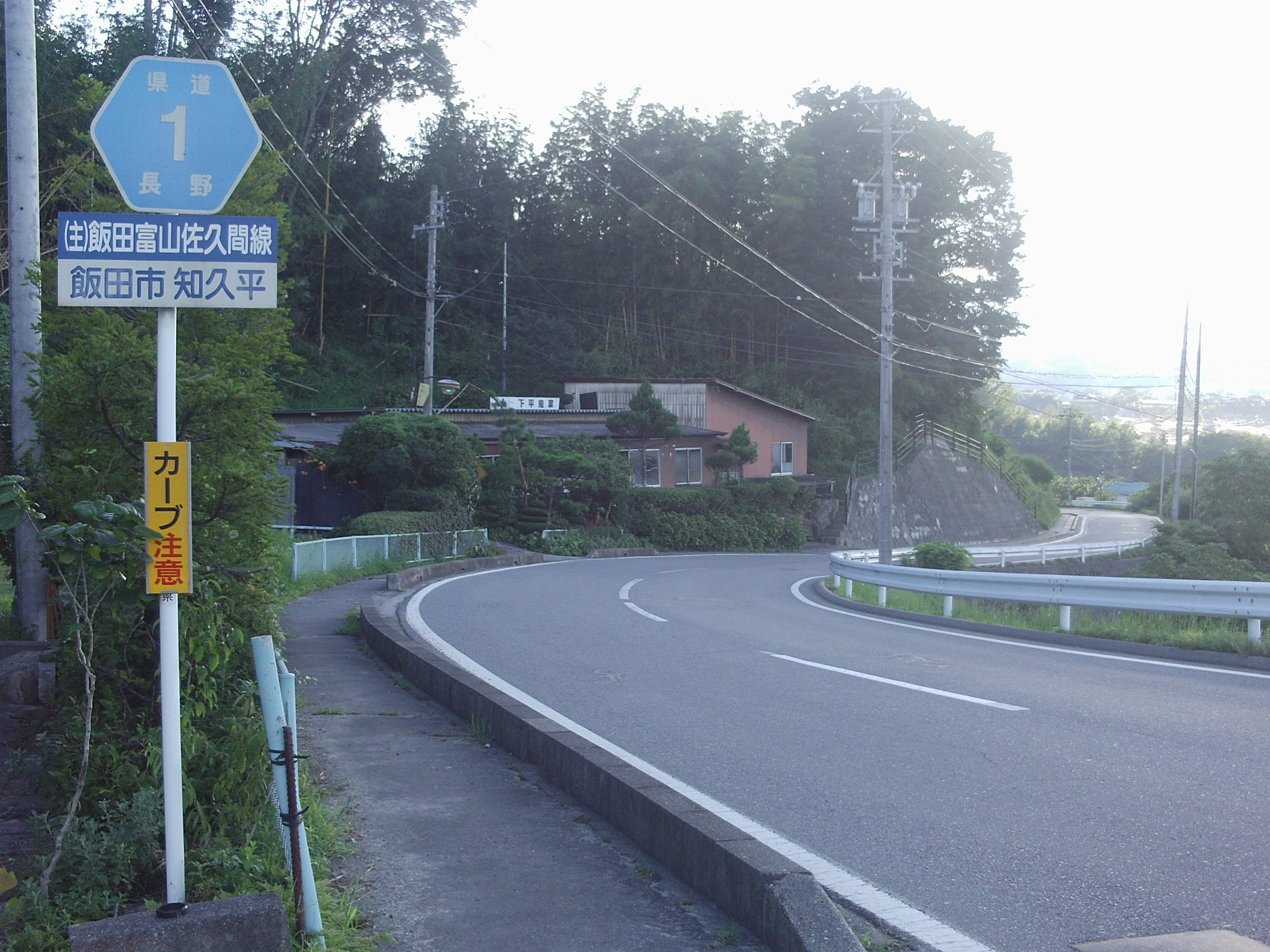
地区を走る県道1号（下久堅知久平）

### 公共交通
下久堅に鉄道駅はない。最寄り駅はJR飯田線毛賀駅または駄科駅である。

### 道路
- 国道256号線（旧秋葉街道）
- 長野県道252号下久堅知久平線
- 長野県道1号飯田富山佐久間線
- 長野県道247号米川駄科停車場線

## 施設
下久堅知久平
- 下久堅公民館

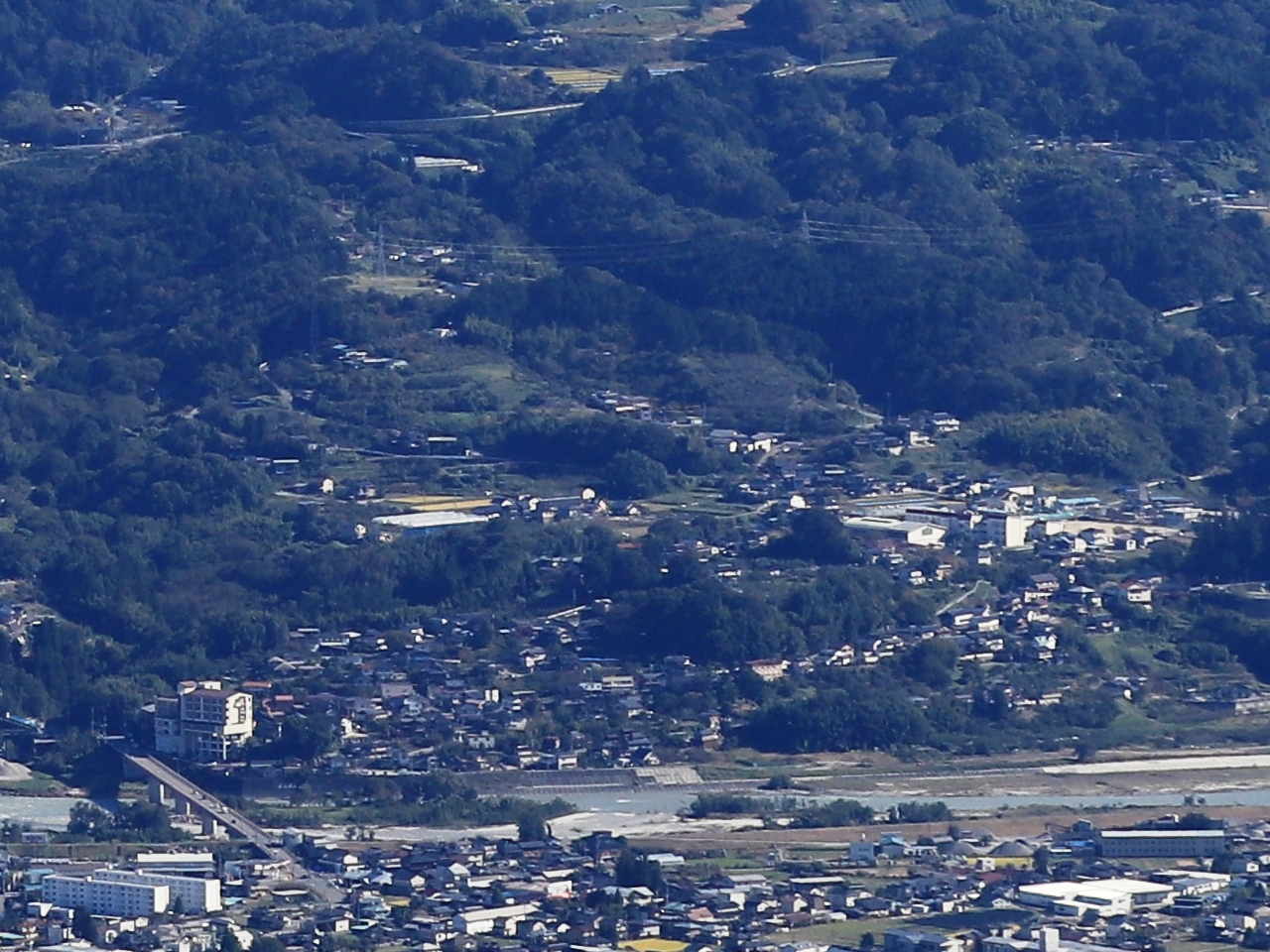
天竜川にかかる国道256号の水神橋（左下部）と飯田市立下久堅小学校（右中央部）

- 下久堅ふれあい交流館（2019年1月完成予定）
- 飯田市立下久堅小学校
- 飯田市下久堅保育園
- 下久堅郵便局
- 下久堅警察官駐在所
- 天竜水神温泉よし乃亭
- 斉藤農園
- 水神橋

下久堅下虎岩
- 親水公園マレットゴルフ場
- 宝の湯
- 風の学舎

虎岩
- 下久堅運動場
- ひさかた温泉

下久堅稲葉
- 稲葉クリーンセンター

下久堅小林
- 九如亭

下久堅南原
- 南原橋
- あゆみ園
- 南原苑

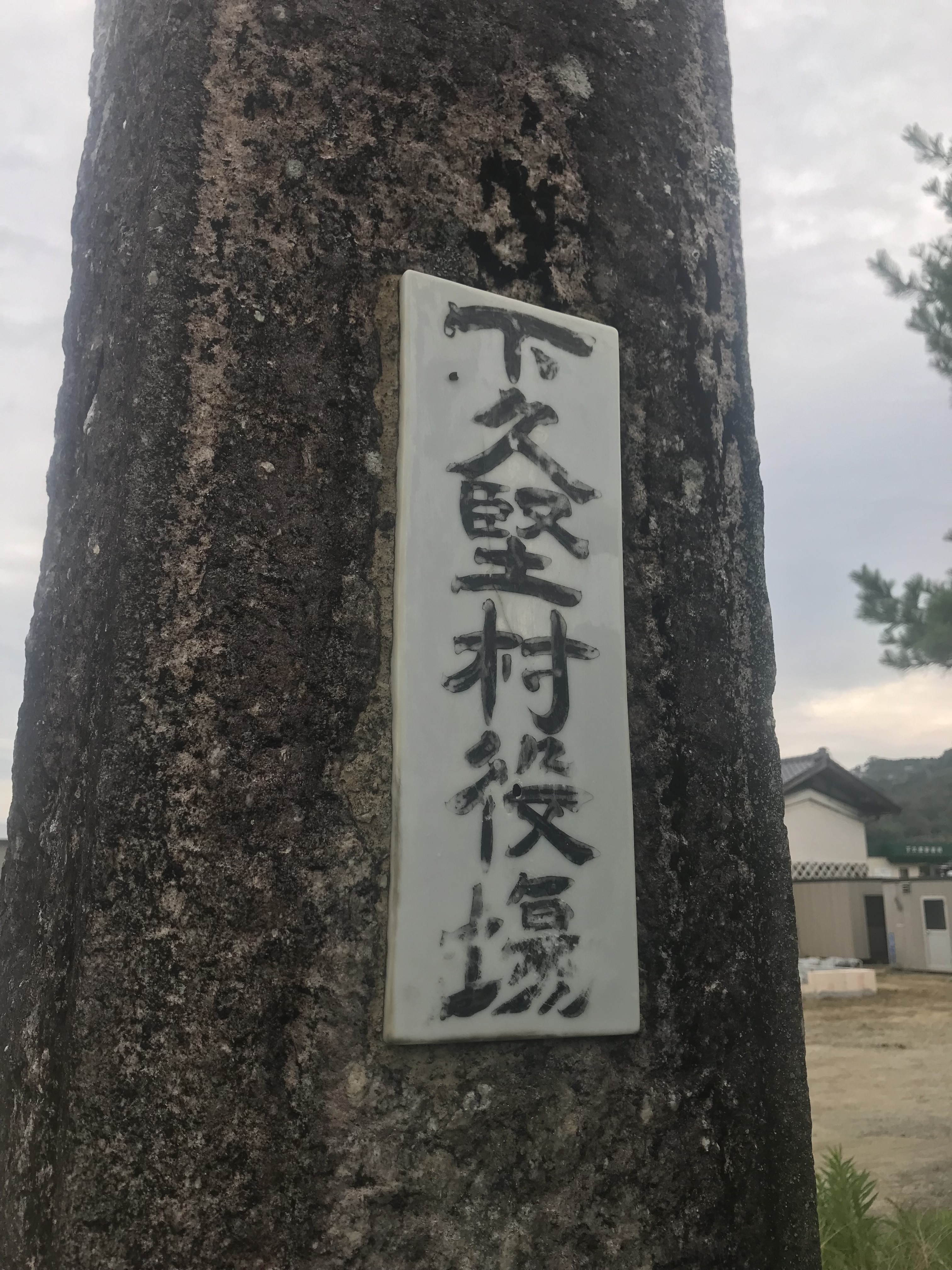
旧下久堅役場門柱
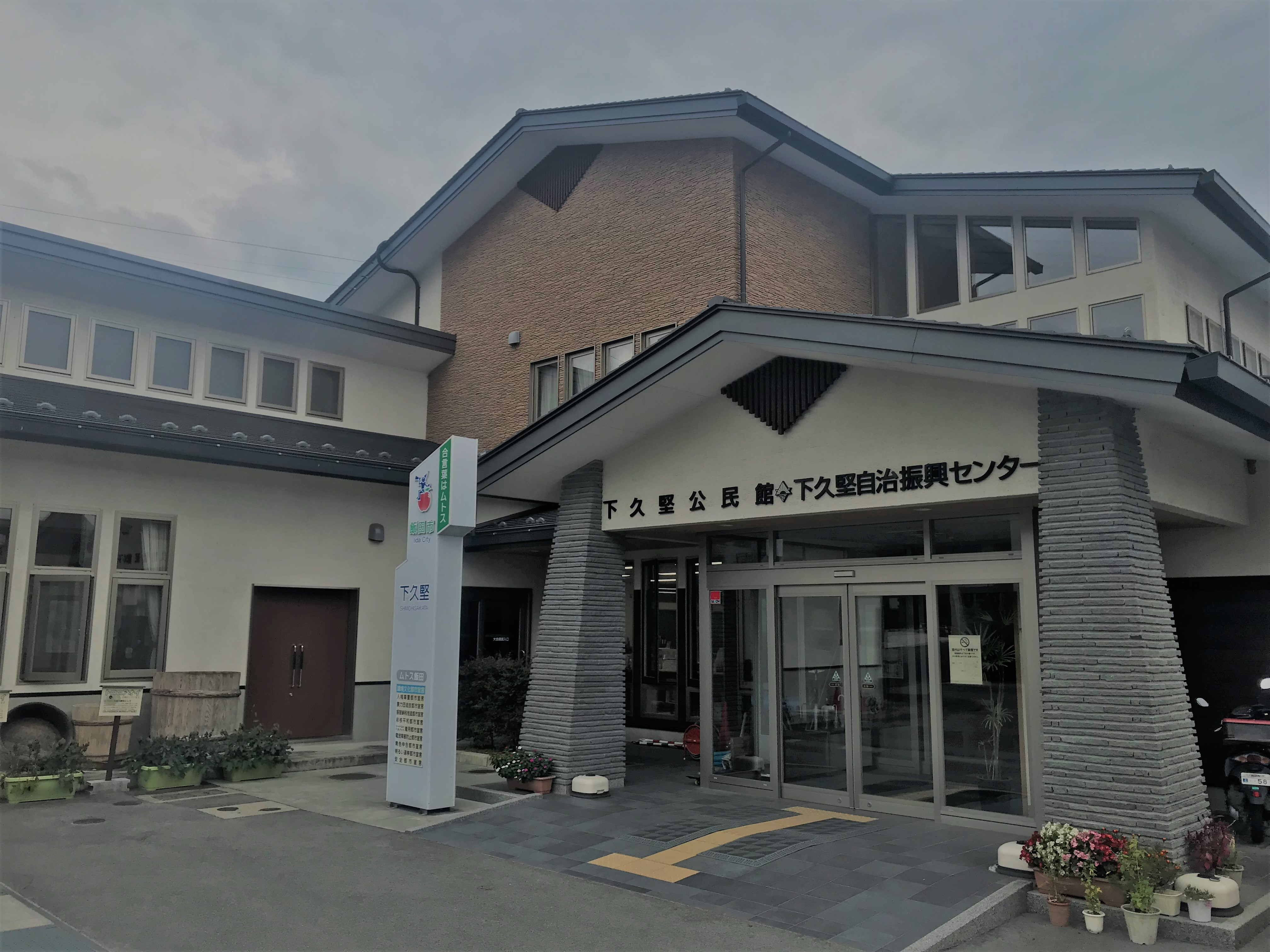
下久堅公民館（下久堅自治振興センター）
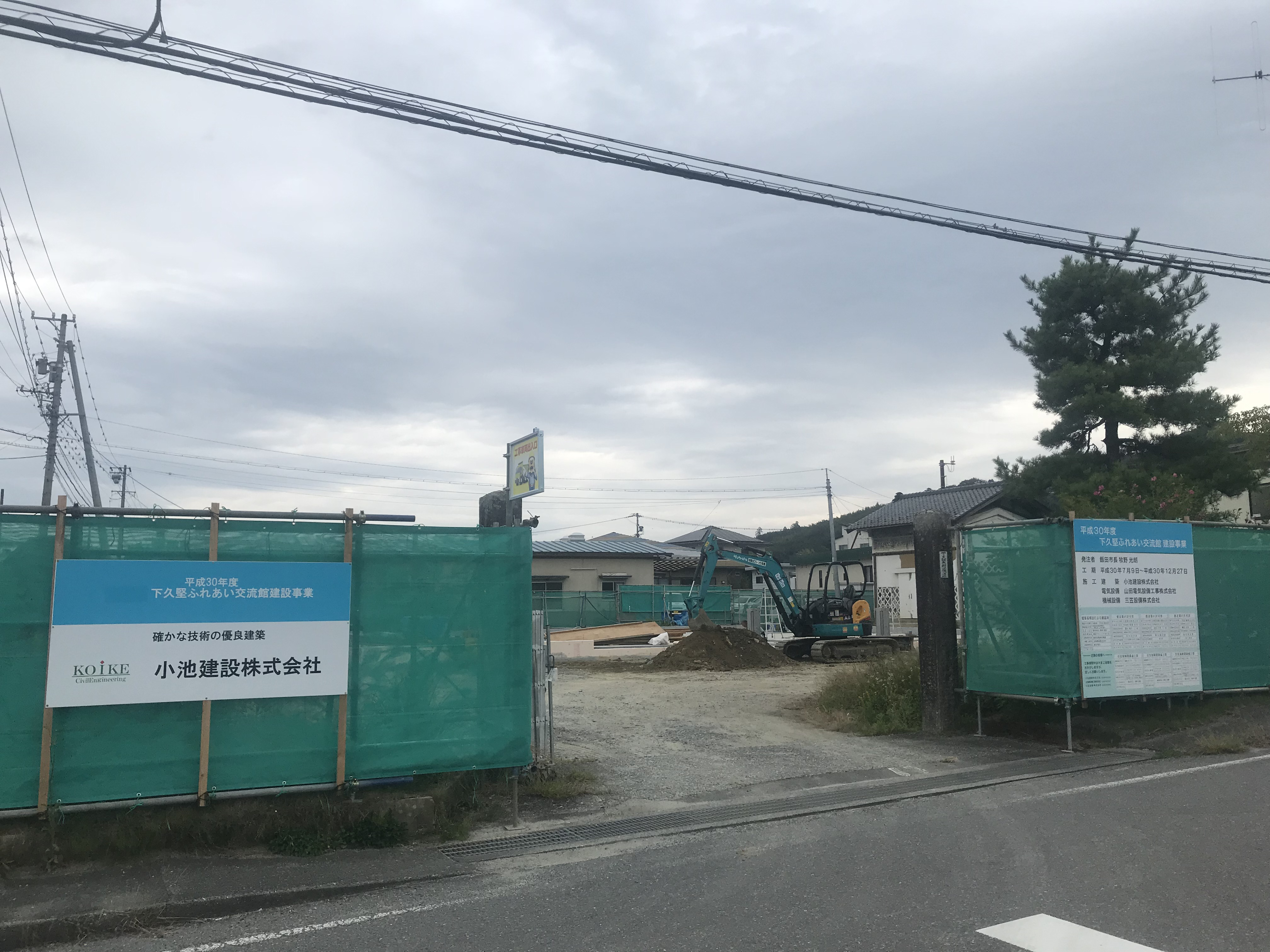
平成31年1月完成予定　下久堅ふるさと交流館
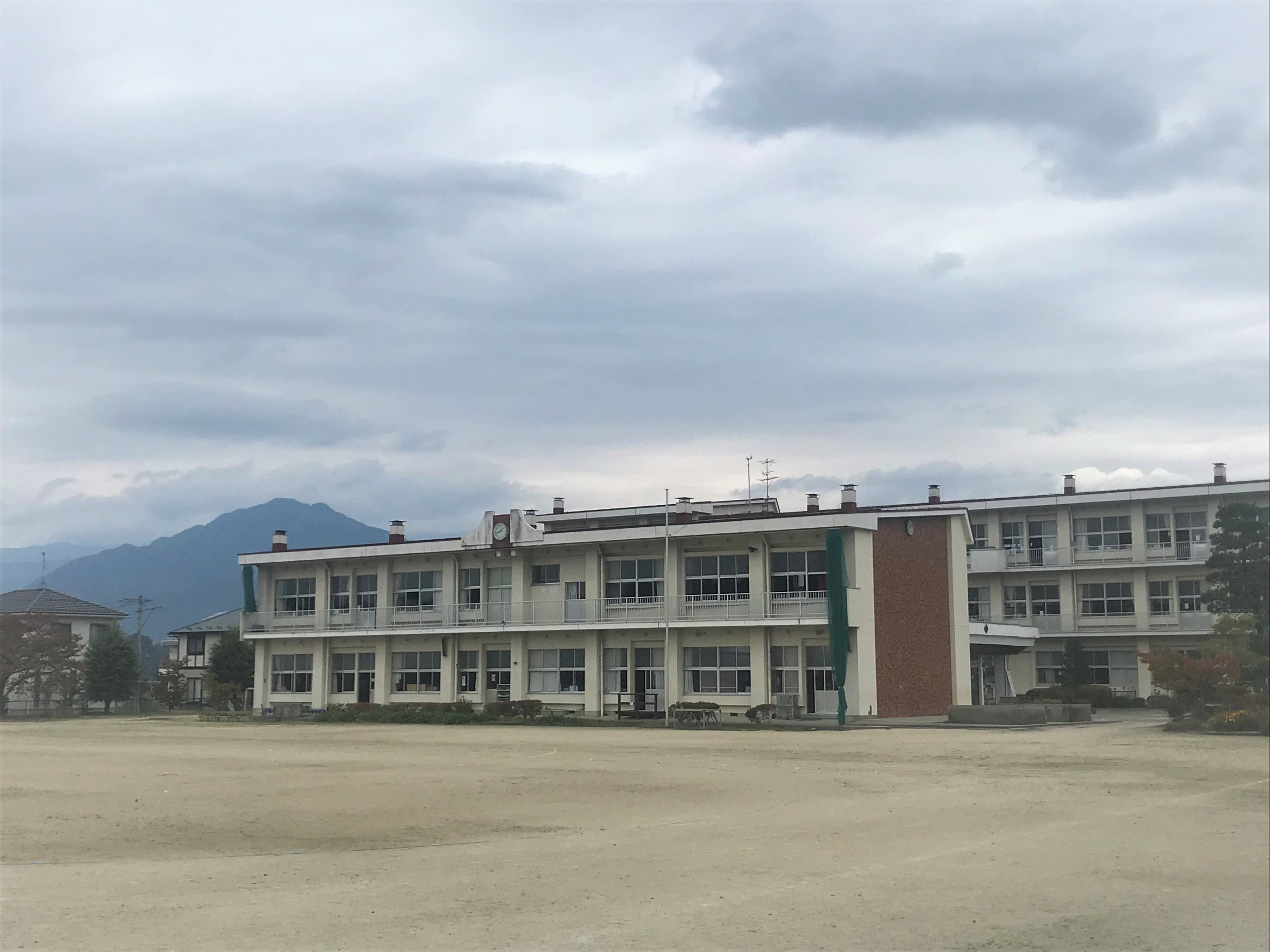
下久堅小学校校舎
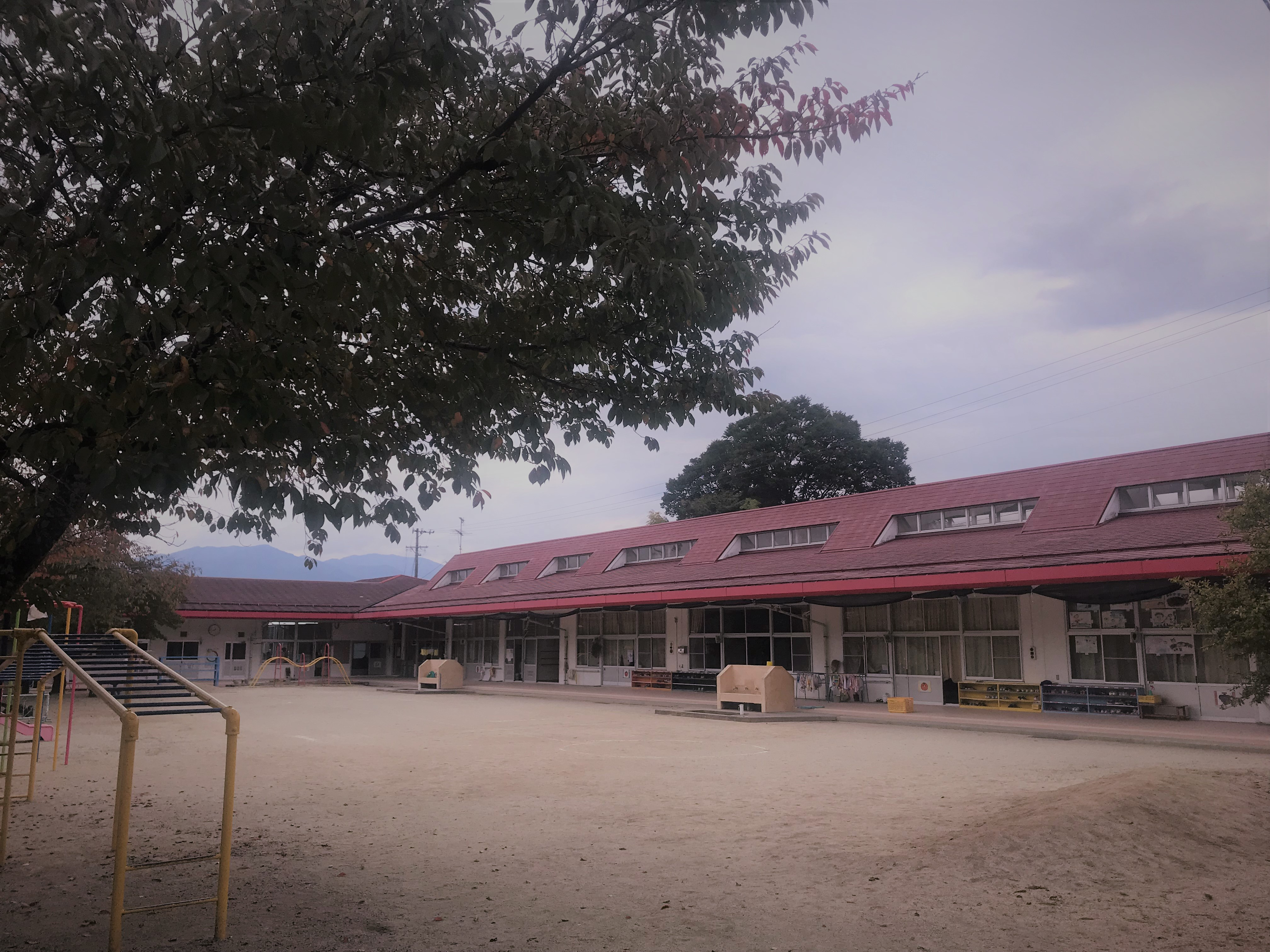
下久堅保育園校舎
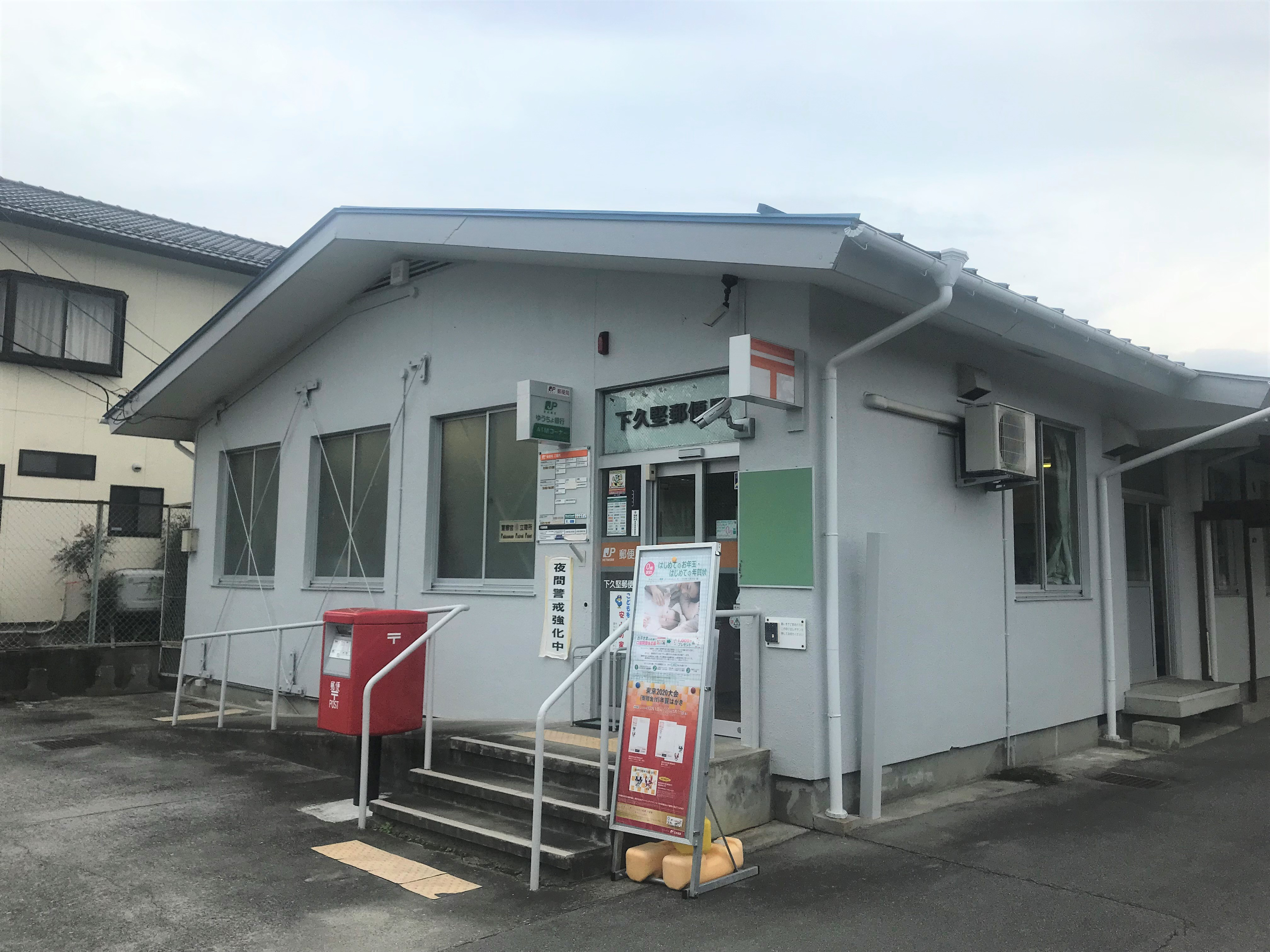
下久堅郵便局
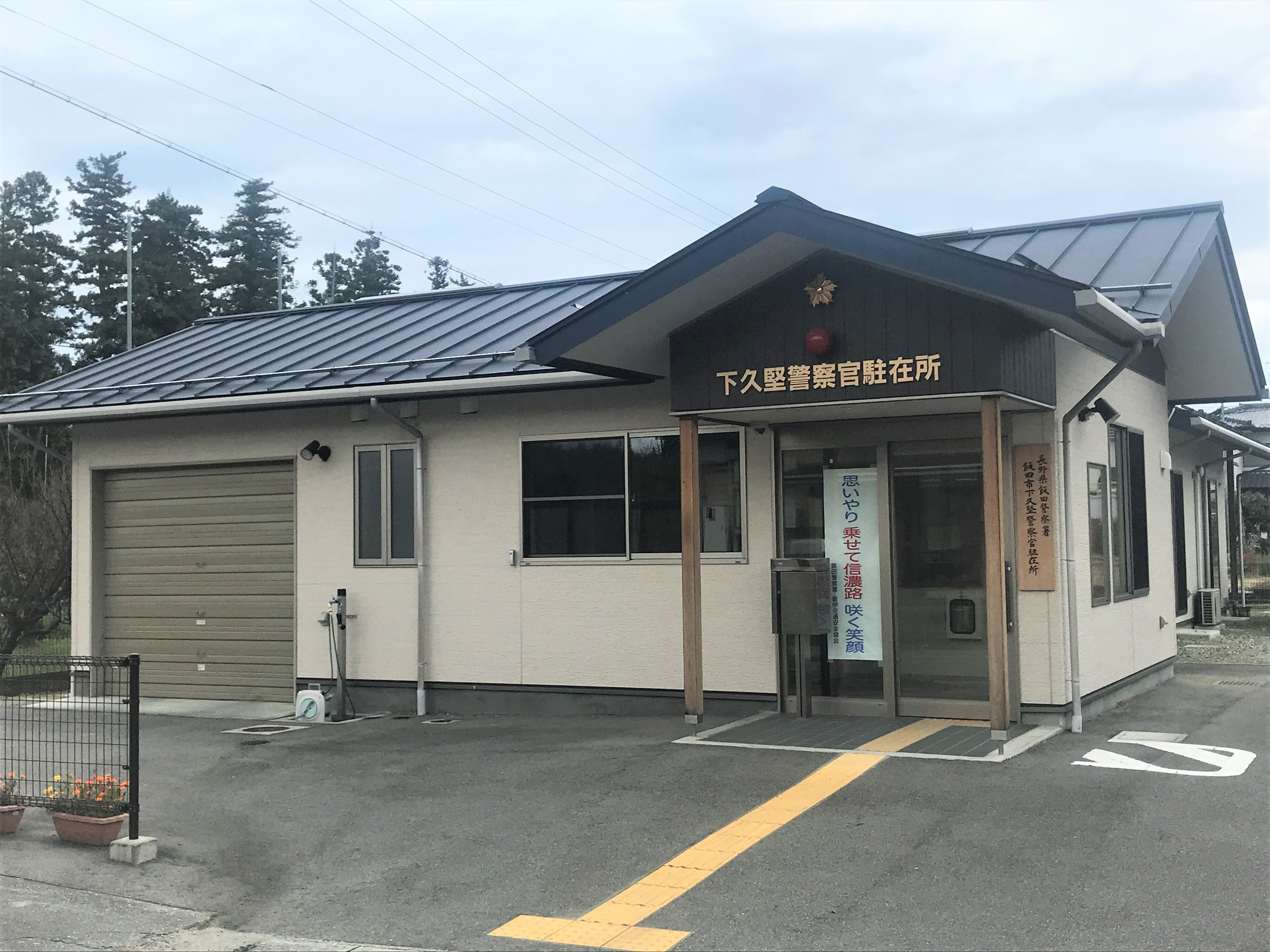
下久堅警察官駐在所

## 文化財・史跡

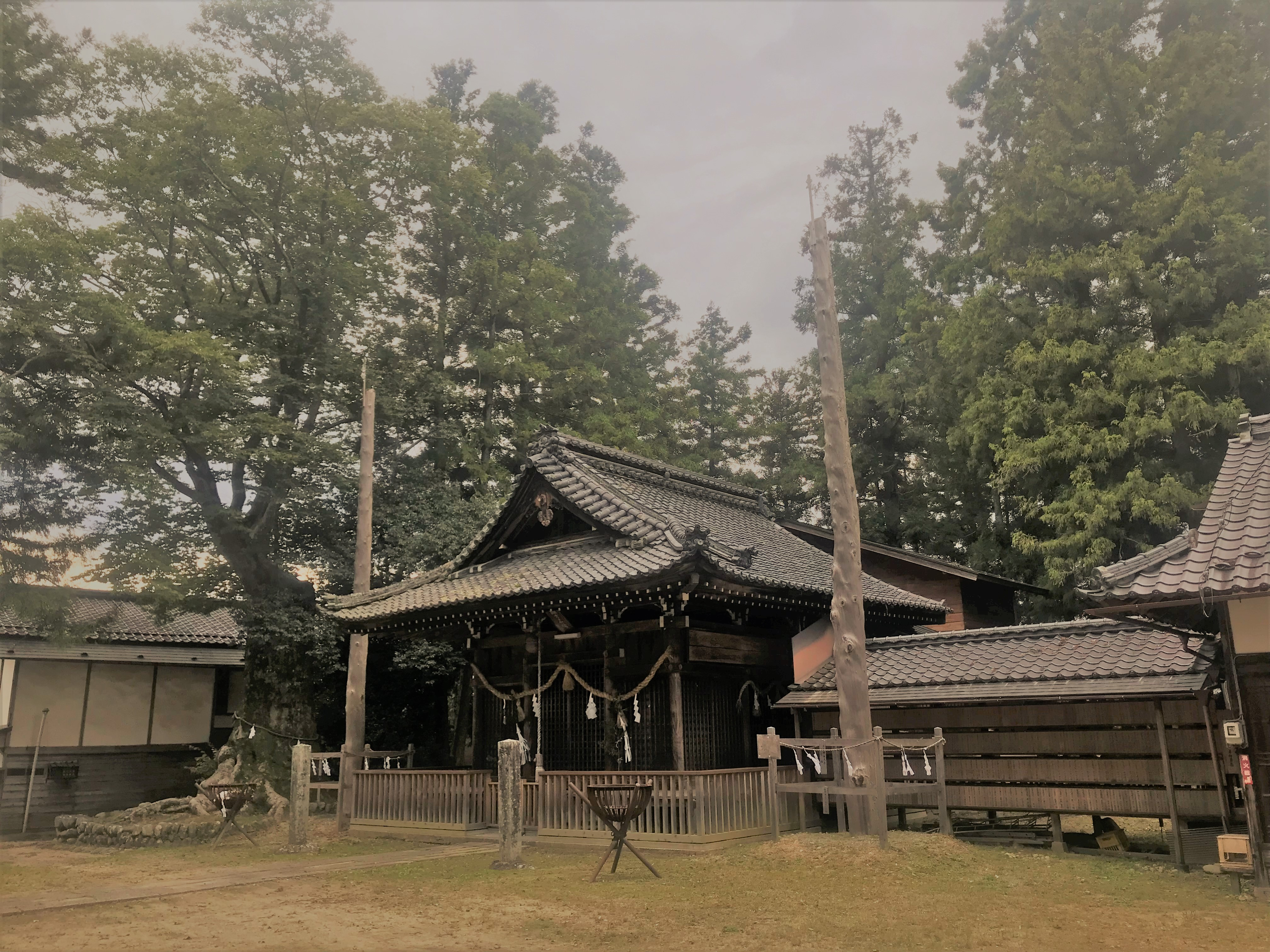
知久平諏訪神社

- 知久平城（址）

- 知久平諏訪神社
- 三石の甌穴群（知久平）
- 滝沢洋館（虎岩）
- 神明社（下虎岩）
- 南原山文永寺（南原1142）
- 虎巖山常信禅院（常信院）（下虎岩2213）